# Liste der Bürgermeister von Minneapolis
Die Liste der Bürgermeister von Minneapolis nennt sowohl die Bürgermeister der größten Stadt in Minnesota als auch die des Ortes Saint Anthony, der sich 1872 mit Minneapolis vereinigte. Die Wahlperiode wurde im Januar 1982 auf vier Jahre festgelegt.

## Minneapolis
| Bürgermeister von Minneapolis | Bürgermeister von Minneapolis | Bürgermeister von Minneapolis | Bürgermeister von Minneapolis | Bürgermeister von Minneapolis |
| #                             | Name                          | Amtsantritt                   | Amtsende                      | Parteizugehörigkeit           |
| ----------------------------- | ----------------------------- | ----------------------------- | ----------------------------- | ----------------------------- |
| 01                            | Dorilus Morrison              | 26. Februar 1867              | 14. April 1868                | Republican                    |
| 02                            | Hugh G. Harrison              | 14. April 1868                | 13. April 1869                | Republican                    |
| 03                            | Dorilus Morrison              | 13. April 1869                | 12. April 1870                | Republican                    |
| 04                            | Eli B. Ames                   | 12. April 1870                | 9. April 1872                 | Democratic                    |
| 05                            | Eugene McLanahan Wilson       | 9. April 1872                 | 8. April 1873                 | Democratic                    |
| 06                            | George A. Brackett            | 8. April 1873                 | 14. April 1874                | Republican                    |
| 07                            | Eugene McLanahan Wilson       | 14. April 1874                | 13. April 1875                | Democratic                    |
| 08                            | Orlando C. Merriman           | 13. April 1875                | 11. April 1876                | Democratic                    |
| 09                            | A.A. (Doc.) Ames              | 11. April 1876                | 10. April 1877                | Democratic                    |
| 10                            | John De Laittre               | 10. April 1877                | 9. April 1878                 | Republican                    |
| 11                            | A. C. Rand                    | 9. April 1878                 | 11. April 1882                | Republican                    |
| 12                            | A.A. (Doc.) Ames              | 11. April 1882                | 8. April 1884                 | Democratic                    |
| 13                            | George A. Pillsbury           | 8. April 1884                 | 13. April 1886                | Republican                    |
| 14                            | A.A. (Doc.) Ames              | 13. April 1886                | 7. Januar 1889                | Democratic                    |
| 15                            | E. C. Babb                    | 7. Januar 1889                | 5. Januar 1891                | Republican                    |
| 16                            | Phillip B. Winston            | 5. Januar 1891                | 2. Januar 1893                | Democratic                    |
| 17                            | William H. Eustis             | 2. Januar 1893                | 7. Januar 1895                | Republican                    |
| 18                            | Robert Pratt                  | 7. Januar 1895                | 2. Januar 1899                | Republican                    |
| 19                            | James Gray                    | 2. Januar 1899                | 7. Januar 1901                | Democratic                    |
| 20                            | A.A. (Doc.) Ames              | 7. Januar 1901                | 27. August 1902               | Republican                    |
| 21                            | David P. Jones                | 27. August 1902               | 5. Januar 1903                | Republican                    |
| 22                            | J. C. Haynes                  | 5. Januar 1903                | 2. Januar 1905                | Democratic                    |
| 23                            | David P. Jones                | 2. Januar 1905                | 7. Januar 1907                | Republican                    |
| 24                            | J. C. Haynes                  | 7. Januar 1907                | 6. Januar 1913                | Democratic                    |
| 25                            | Wallace G. Nye                | 6. Januar 1913                | 1. Januar 1917                | Republican                    |
| 26                            | Thomas Van Lear               | 1. Januar 1917                | 6. Januar 1919                | Socialist                     |
| 27                            | J. E. Meyers                  | 6. Januar 1919                | 3. Juli 1921                  | Loyalist                      |
| 28                            | George E. Leach               | 4. Juli 1921                  | 7. Juli 1929                  | Republican                    |
| 29                            | William F. Kunze              | 8. Juli 1929                  | 5. Juli 1931                  | Republican                    |
| 30                            | William A. Anderson           | 6. Juli 1931                  | 2. Juli 1933                  | Farmer Labor                  |
| 31                            | A. G. Bainbridge              | 3. Juli 1933                  | 7. Juli 1935                  | Republican                    |
| 32                            | Thomas E. Latimer             | 8. Juli                       | 4. Juli 1937                  | Farmer Labor                  |
| 33                            | George E. Leach               | 5. Juli 1937                  | 6. Juli 1941                  | Republican                    |
| 34                            | Marvin L. Kline               | 7. Juli 1941                  | 1. Juli 1945                  | Republican                    |
| 35                            | Hubert Humphrey               | 2. Juli 1945                  | 30. November 1948             | Democratic Farmer Labor       |
| 36                            | Eric G. Hoyer                 | 1. Dezember 1948              | 7. Juli 1957                  | Democratic Farmer Labor       |
| 37                            | P. Kenneth Peterson           | 8. Juli 1957                  | 2. Juli 1961                  | Republican                    |
| 38                            | Arthur Naftalin               | 3. Juli 1961                  | 6. Juli 1969                  | Democratic Farmer Labor       |
| 39                            | Charles Stenvig               | 7. Juli 1969                  | 31. Dezember 1973             | Independent                   |
| 40                            | Richard Erdall                | 31. Dezember 1973             | 31. Dezember 1973             | Republican                    |
| 41                            | Albert Hofstede               | 1. Januar 1974                | 31. Dezember 1975             | Democratic Farmer Labor       |
| 42                            | Charles Stenvig               | 1. Januar 1976                | 31. Dezember 1977             | Independent                   |
| 43                            | Albert J. Hofstede            | 1. Januar 1978                | 31. Dezember 1979             | Democratic Farmer Labor       |
| 44                            | Donald M. Fraser              | 1. Januar 1980                | 31. Dezember 1993             | Democratic Farmer Labor       |
| 45                            | Sharon Sayles Belton          | 1. Januar 1994                | 31. Dezember 2001             | Democratic Farmer Labor       |
| 46                            | R. T. Rybak                   | 1. Januar 2002                | 31. Dezember 2013             | Democratic Farmer Labor       |
| 47                            | Betsy Hodges                  | 1. Januar 2014                | 2. Januar 2018                | Democratic Farmer Labor       |
| 48                            | Jacob Frey                    | 2. Januar 2018                | amtierend                     | Democratic Farmer Labor       |

| Zahl der Bürgermeister von Minneapolis nach Parteizugehörigkeit | Zahl der Bürgermeister von Minneapolis nach Parteizugehörigkeit |
| Partei                                                          | Zahl der Bürgermeister                                          |
| --------------------------------------------------------------- | --------------------------------------------------------------- |
| Republican                                                      | 21                                                              |
| Democratic                                                      | 11                                                              |
| Democratic-Farmer-Labor                                         | 10                                                              |
| Farmer-Labor                                                    | 2                                                               |
| Independent                                                     | 2                                                               |
| Loyalist                                                        | 1                                                               |
| Socialist                                                       | 1                                                               |

| Zahl der Bürgermeister von Minneapolis nach Parteizugehörigkeit | Zahl der Bürgermeister von Minneapolis nach Parteizugehörigkeit |
| Partei                                                          | Zahl der Bürgermeister                                          |
| --------------------------------------------------------------- | --------------------------------------------------------------- |
| Republican                                                      | 21                                                              |
| Democratic                                                      | 11                                                              |
| Democratic-Farmer-Labor                                         | 10                                                              |
| Farmer-Labor                                                    | 2                                                               |
| Independent                                                     | 2                                                               |
| Loyalist                                                        | 1                                                               |
| Socialist                                                       | 1                                                               |

## St. Anthony
Minneapolis schloss sich 1872 mit St. Anthony zusammen. Nachfolgend ist die Liste der Bürgermeister von St. Anthony.
| #  | Name                              | Amtsantritt     | Amtsende        | Parteizugehörigkeit |
| -- | --------------------------------- | --------------- | --------------- | ------------------- |
| 01 | Henry T. Welles                   | 13. April 1855  | 9. April 1856   | Democratic          |
| 02 | Alvaren Allen                     | 9. April 1856   | 23. August 1856 | Democratic          |
|    | David A. Secombe (Mayor Pro-Temp) | 23. August 1856 | 7. April 1857   |                     |
| 03 | William W. Wales                  | 7. April 1857   | 6. April 1858   | Republican          |
| 04 | Orrin Curtis                      | 6. April 1858   | 5. April 1860   | Democratic          |
| 05 | R.B. Graves                       | 5. April 1860   | 8. April 1861   | Republican          |
| 06 | Orlando C. Merriman               | 8. April 1861   | April 1863      | Democratic          |
| 07 | Edwin S. Brown                    | April 1863      | 11. April 1864  | Democratic          |
| 08 | Orlando C. Merriman               | 11. April 1864  | 7. April 1865   | Democratic          |
| 09 | William W. Wales                  | 7. April 1865   | 10. April 1866  | Republican          |
| 10 | Orlando C. Merriman               | 10. April 1866  | 7. April 1868   | Democratic          |
| 11 | Winthrop Young                    | 7. April 1868   | 10. April 1869  | Democratic          |
| 12 | William W. McNair                 | 10. April 1869  | 4. April 1871   | Democratic          |
| 13 | Edwin S. Brown                    | 4. April 1871   | 8. April 1872   | Democratic          |

## Belege
- Tony L. Hill, "Mayors of Minneapolis Since Incorporation", 1986.
- Ray Marshall, "Who Governed - In Minneapolis and St. Paul", 1968.
- Proceedings of the City Council of St. Anthony, 1855–1862.
- Proceedings of the City Council of St. Anthony, Sept. 7, 1863-April 8, 1872.